# Isole del Cile

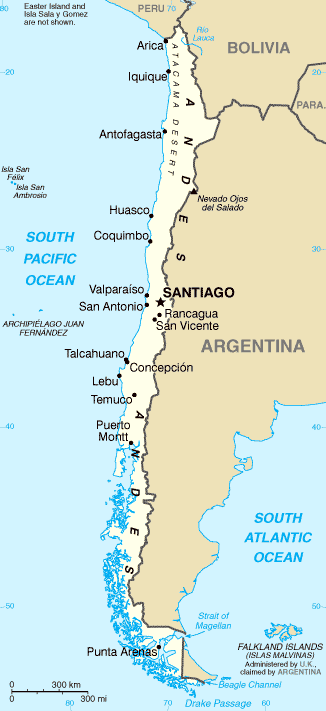
Mappa del Cile

Questa è una lista delle isole del Cile.

## Isole dell'Oceano Pacifico
- Isla Chañaral
- Isla Choros
- Isla Damas
- Isole Desventuradas
  - Isola Sant'Ambrogio
  - Isola San Félix
- Isole Juan Fernández
  - Isola Alejandro Selkirk
  - Isola Robinsón Crusoe
  - Isola Santa Clara
- Isola di Pasqua
- Isla Sala y Gómez
- Isla Santa María
- Isola Mocha
- Isola Quiriquina
- Archipiélago de Calbuco
  - Isla Guar
  - Isla Puluqui
- Isla Maillén
- Isla Tenglo
- Arcipelago di Chiloé
  - Chiloé
  - Guafo
  - Lemuy
  - Quinchao
  - Grupo Cailín
  - Grupo Chaulinec
  - Grupo Quenac
  - Islas Chauques
  - Islas Desertores
  - Isla San Pedro
  - Isla Tranqui
- Arcipelago dei Chonos
  - Arcipelago Guaitecas
  - Isla Benjamín
  - Isla Guamblín
  - Isla Melchor
- Isla Magdalena
- Arcipelago Guayaneco
- Merino Jarpa
- Arcipelago Patagonico
- Arcipelago Wellington
  - Isola Prat
  - Isla Little Wellington
  - Isola Wellington
  - Isola Angamos
  - Arcipelago Mornington
    - Isla Mornington
- Arcipelago Campana
  - Isla Campana
  - Isla Esmeralda
  - Isla Stosch
  - Isla Patricio Lynch
- Arcipelago Madre de Dios
  - Isla Duque de York
  - Isola Madre de Dios
- Isola Chatham
- Arcipelago di Hanover
  - Isla Farrel
  - Isla Hanover
  - Isla Jorge Montt
  - Isla Diego de Almagro
- Arcipelago Regina Adelaide
  - Isola Cochrane
  - Isla Contreras
  - Isla Juan Guillermos
  - Isla Pedro Montt
  - Isola Pacheco
  - Isola Ramirez
  - Islas Rennell
  - Isla Manuel Rodríguez
- Isla Piazzi
- Arcipelago della Terra del Fuoco
  - Isola Dawson
  - Isola Desolación
  - Isla Gordon
  - Isola Grande della Terra del Fuoco (divisa con l'Argentina)
  - Isola Magdalena
  - Isole Hermite
    - Isla Hermite
    - Isla Hornos, su cui si trova Capo Horn

  - Isola Hoste
  - Isola Navarino
  - Isola Santa Inés
  - Isole Picton, Lennox e Nueva
  - Isole Wollaston
  - Isola Londonderry
  - Isola Aracena
  - Isola Clarence
- Isola Riesco
- Isole Diego Ramírez
  - Isola Águila, il punto più meridionale del Cile
- Isole Ildefonso

## Isole fluviali
- Isla Mancera
- Isla del Rey
- Isla Teja